# 小野浩慈
小野 浩慈（おの こうじ、1955年（昭和30年）5月3日 - ）は、フリーアナウンサー。元フジテレビ・元ニッポン放送アナウンサー。独身。

## 経歴
- 大分県出身。大分県立大分上野丘高等学校を経て千葉大学卒業。1979年、ニッポン放送入社。
- 2006年3月までニッポン放送スポーツ部所属であったが、同社の再編のため同年4月3日付でフジテレビの編成制作局アナウンス室へ移籍。転籍した多くのアナウンサーは9月までで担当を降板していたが、小野は引き続きニッポン放送の番組も担当（ニッポン放送の番組担当時は出向扱い）。
- プロ野球では、主に東京ヤクルトスワローズ戦の実況・リポートを、また読売ジャイアンツ戦のロードゲームのリポートも担当した。
  - フジテレビアナウンサーとなった2006年頃から、ニッポン放送での中継担当は金曜日、土曜日のみだった（自社制作だけでなく、NRN系列局への裏送りもニッポン放送アナウンサーとして担当した）。
- Jリーグ草創期には、ほぼサッカー実況（ニッポン放送では「サッカーパーソナリティ」と呼称）専任になっていたこともある。Jリーグ人気が落ち着き中継頻度が減ると、再び野球中継も担当するようになったが、サッカー中継の経験はその後も生かされている（後述）。
- 作曲が趣味で、日曜競馬ニッポンのBGMなどを手がけたことがある。『松本ひでおのショウアップナイターストライク!』では、松本ひでおアナウンサー率いるフォークグループ「ディープパープリン」の再結成のために曲を提供した。
- サッカー中継では2002年6月30日の2002 FIFAワールドカップ決勝『ブラジル×ドイツ』戦の民放代表の実況、2005年6月8日の2006 FIFAワールドカップアジア最終予選『北朝鮮×日本』戦の実況（後者は東海ラジオ等一部のNRN局もネット）を担当。
- 2009年3月29日をもって日曜競馬ニッポンを降板。ニッポン放送の番組から撤退することとなり、以後はフジテレビの番組に専念した。
- 2015年5月31日付でフジテレビを定年退職。以後、フジテレビ子会社である東京フイルム・メート（現在のフジ・メディア・テクノロジー）所属となり、フリーアナウンサーとして活動。

## 主な出演番組
- BASEBALL L!VE（2006年8月9日）
- 日曜競馬ニッポン（司会・実況担当）
- ニッポン放送ショウアップナイター
- Jリーグ RADIO
- みんなのケイバ→みんなのKEIBA 実況担当（2009年4月26日～2010年）
- SWALLOWS BASEBALL L!VE
- プロ野球ニュース（2019年8月17日放送から8年振りに復帰出演）
- Jリーグカップ中継
- ブンデスリーガ

## 競馬GI実況歴
確認できる範囲なので、下記の年以外にも多数担当している。
ニッポン放送時代
- フェブラリーステークス（2001年、2003年、2006年～2008年）
- 高松宮記念（2000年）
- 桜花賞（2000年～2001年、2007年～2008年）
- 皐月賞（1998年～2002年、2006年～2008年）
- 天皇賞・春（2002年、2007年～2008年）
- NHKマイルカップ（1999年、2008年）
- ヴィクトリアマイル（2008年）
- 優駿牝馬（1998年～1999年）
- 東京優駿（1998年～2002年、2006年～2008年）
- 安田記念（1998年～2001年、2008年）
- 宝塚記念（2000年、2006年）
- スプリンターズステークス（1998年～2001年、2006年～2007年）
- 秋華賞（1998年、2006年～2007年）
- 菊花賞（1998年、2001年、2006年）
- 天皇賞（秋）（1997年～1998年、2000年、2002年、2006年～2007年）
- エリザベス女王杯（2002年）
- ジャパンカップ（1997年～2001年、2006年～2007年）
- 朝日杯3歳ステークス（1998年～1999年）
- 有馬記念（1998年～2002年、2006年～2007年）